# Conférence épiscopale du Chili
La Conférence épiscopale du Chili (en espagnol : Conferencia Episcopal de Chile, abrégé CECH) est un organisme de l'Église catholique du Chili qui regroupe tous les évêques du Chili.

## Fonction
La conférence épiscopale chilienne  permet aux évêques d'exercer conjointement certaines fonctions pastorales de manière collégiale. Elle se réunit normalement en assemblée générale où  ses membres traitent de thèmes de portée nationale ou bien portant sur le développement de l'Église du Chili. Elle publie s'il y a lieu des déclarations en direction de l'opinion publique. En outre, elle est en relation avec le gouvernement à travers le ministre secrétaire général de la présidence de la République.
La CECH donne les principales directives d'évangélisation et d'éducation religieuse au Chili ; elle aborde par exemple des thèmes sur les moyens d'évangélisation, la situation socio-économique du pays et d'autres problèmes conjoncturels ou éthiques.

## Membres
Sont membres de droit tous les archevêques, évêques diocésains, administrateurs apostoliques, l'ordinaire militaire, les évêques coadjuteurs et auxiliaires, les évêques titulaires et assimilés qui accomplissent leur fonction à l'intérieur du territoire chilien. Depuis 2016, son président est Mgr Silva Retamales, évêque aux armées.

## Présidents de la CECH
- Cardinal José María Caro Rodríguez (1957-1958)
- Alfredo Silva Santiago (1958-1962)
- Cardinal Raúl Silva Henríquez (1962-1968)
- José Manuel Santos Ascarza (1968-1971)
- Cardinal Raúl Silva Henríquez (1971-1975)
- Cardinal Juan Francisco Fresno Larraín (1975-1977)
- Francisco de Borja Valenzuela Ríos (en) (1978-1979)
- José Manuel Santos Ascarza (1980-1983)
- Bernardino Piñera Carvallo (de) (1984-1987)
- Carlos González Cruchaga (1988-1992)
- Fernando Ariztía Ruiz (1993-1995)
- Cardinal Carlos Oviedo Cavada (1995-1998)
- Fernando Ariztía Ruiz (1998)
- Cardinal Francisco Javier Errázuriz Ossa (1999-2004)
- Alejandro Goić Karmelić (2004-2010)
- Cardinal Ricardo Ezzati Andrello S.D.B. (2010-2016)
- Santiago Silva Retamales (2016- )

## Sanctuaires
La conférence épiscopale a désigné un sanctuaire national :
- la basilique Notre-Dame-du-Mont-Carmel de Maipú, appelée localement le Templo Votivo[3].